# Carmelo Torres
Carmelo Torres Fregoso, nacido  Bernardo del Carmen Fregoso Cázares (La Barca, Jalisco; ca. 16 de julio de 1927-Caracas, 29 de enero de 2003), fue un matador de toros mexicano además deán  industrial, apoderado, periodista, autor de libros y productor de televisión.

## Biografía
Según papeles legales nació en La Barca, Jalisco, el 16 de julio de 1927, aunque algunas fuentes cercanas lo señalan nacido en 1924. Radicó en Venezuela desde 1952. Es nombrado entre diferentes publicaciones y en la enciclopedia Los Toros de José María de Cossío, tomos IV, VI, y XI editado por la editorial Espasa-Calpe, hoy parte del Grupo Planeta. El 21 de octubre de 1945 debutó como novillero en la Plaza de toros La Morena. Tomó la alternativa en Barranquilla, Colombia, en 1949 toreando por última ocasión en Ciudad Nezahualcóyotl, México, en 1986, estuvo en activo treinta y siete años en activo. Hermano del reconocido compositor mexicano-estadounidense Teddy Fregoso y tío del cantante Nathaniel del grupo estadounidense de rock The Blood Arm. Falleció en Caracas, Venezuela, a consecuencia de complicaciones causadas por la enfermedad de Parkinson, originada aparentemente por una antigua lesión cerebral causada al torear, el 29 de enero del año 2003.[cita requerida]

## Industrial
Fundador de Persianas Lucy (1952-1982). Gerente para Levolor-Lorentzen en Sudamérica (1969-1982). Introdujo el concepto de minipersianas en el mercado sudamericano con la Magic Wand.

## Apoderado, Representante de Toreros, Ganaderías de Toros de Lídia y más
A partir de 1960 y hasta 1982, apoderó, gerenció y representó a muchas figuras del toreo mundial con los cuales compartió además cartel entre estos; Luis Miguel Dominguín, Manolo Martínez, Eloy Cavazos, Palomo Linares, César Girón, Ortega Cano, Miguel Espinosa "Armillita", Pepe Cáceres, Ernesto San Román llevando también la representación de ganaderías mexicanas en Venezuela; Los Martínez, Javier Garfias, Mimiahuapan, San Martín y La Gloria, debido a este trabajo ad honorem y su cercanía con el expresidente de México José López Portillo y los de Venezuela Rafael Caldera y Carlos Andrés Pérez se le conoció también bajo el sobrenombre de El Diplomático del Toreo.[cita requerida]
En 1959 Miguel Aceves Mejía en la película Bala Perdida (1959) interpretó el papel del torero Carmelo Torres.
En 1966 Carmelo Torres dio su primera vuelta al mundo, cargando sus aperos de torear y terminando en España, ese era el año del campeonato mundial de Fútbol en Inglaterra. Durante ese viaje la campaña publicitaria diseñada por el legendario K-Hito fundador de la revista Dígame  fue Carmelo Torres, una vuelta al mundo para torear en España.[cita requerida]

## Labor Intelectual

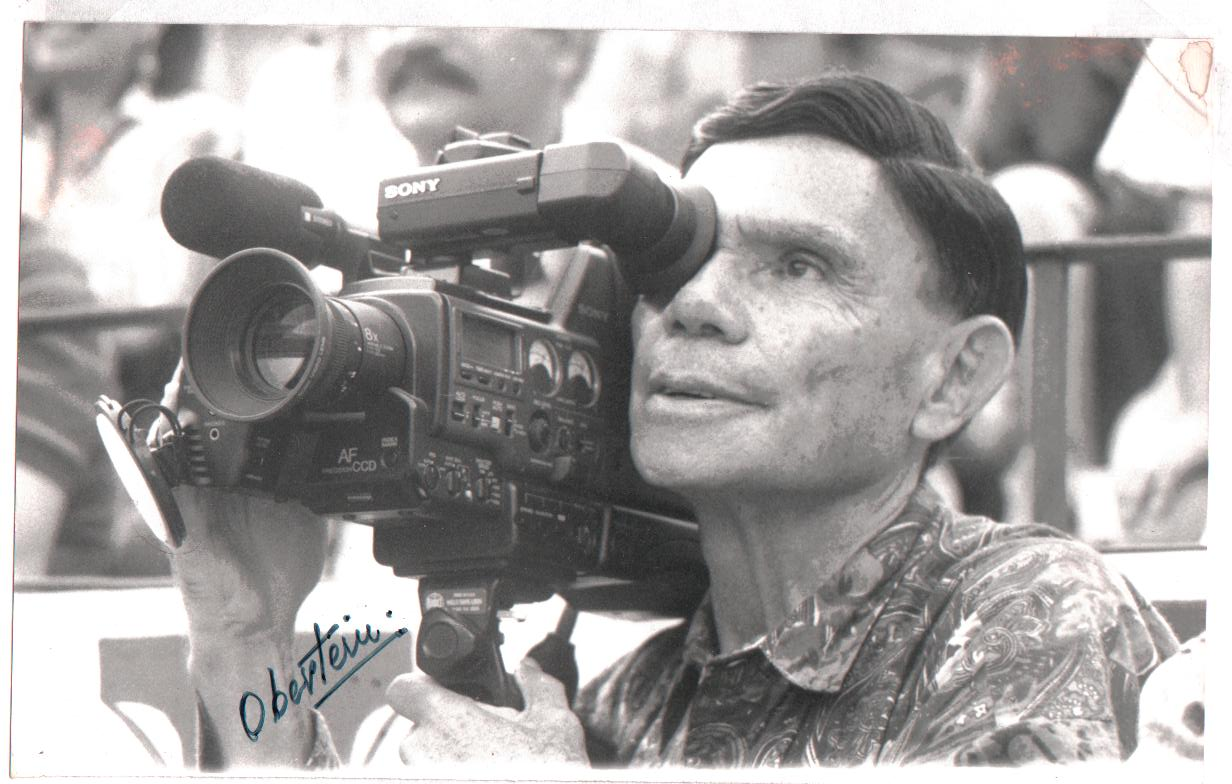
Carmelo Torres como camarógrafo taurino, foto César Obertein colección Cat Fletcher.

Fundó en 1979, junto a su hijo Cat Fletcher, Video Sistema Taurino, la primera empresa especializada en grabar corridas de toros en Venezuela, siendo los videografos oficiales de las grandes figuras del toreo de aquella época, esta empresa cambia de nombre a Estudios Televisivos Internacionales (México-Miami-Atlanta-Caracas) en 1982 para ajustarse a sus diversas producciones.
- Corresponsal taurino de Venezolana de Televisión (1979-1980)
- Corresponsal taurino de Canal 13 XHDF de México (1979-1982)
- Coproductor junto con Felo Giménez del segmento taurino para Deportivas Venevisión (1981),
- Productor Ejecutivo "El Deporte en la Ciudad de México y su Función en el Desarrollo Social de la Población" (Premio Unesco (1982).
- Corresponsal para RCTV en México, en donde logra en exclusiva una entrevista con Pedro Vargas para el programa "Fantástico" y entrega a Mario Moreno "Cantinflas" el "2 de oro" de dicho canal por su trayectoria. (1982-1984)
- Colaborador del programa "Toros y Toreros" XEIPN-TV, Once TV canal 11 México (1982-1985).
- Productor ejecutivo de "Fiesta de Campeones" del Hipódromo de las Américas. (1983-1985)
- Productor Ejecutivo "Los Toros en el Mundo" (2002).
- Cronista taurino para el diario "El Universal de Caracas, Venezuela (1970-1973) donde escribía con el seudónimo de Cartof (CARmelo TOrres Fregoso),
- Corresponsal para "El Redondel" de México (1969-1982)
- Corresponsal para "Dígame" de España (1962-1971)
- Coautor del libro (Con el Dr. Pepe Cabello) del libro REDONDEL DE ILUSIONES (1974).

- Autor del libro AUDACIA (1991). En 1991 edita bajo el sello de Estudios Televisivos Internacionales, "Audacia" el cual es en realidad su tercera obra y segunda en ser publicada, anteriormente el Dr. Pepe Cabello publicó "Redondel de Ilusiones" basado en las crónicas que, como Cartof, se publicaban en "El Universal" de Caracas. No era la primera vez, pues en México escribió bajo el pseudónimo de Granero diciendo con cierta gracia: "- A Granero lo mató el toro "Pocapena" y yo tengo muy poca pena en ser cronista". Su primera obra inédita se llamó "Ilusión Rota", una novela, la cual no terminó de escribir.